# Дзевако
Дзевако (фр. Zévaco, корс. Zevacu) — коммуна во Франции, находится в регионе Корсика. Департамент коммуны — Южная Корсика. Входит в состав кантона Тараво-Орнано. Округ коммуны — Аяччо.
Код INSEE коммуны — 2A358.

## Население
Население коммуны на 2008 год составляло 61 человек.
| 1962 | 1968 | 1975 | 1982 | 1990 | 1999 | 2008 |
| ---- | ---- | ---- | ---- | ---- | ---- | ---- |
| 105  | 98   | 91   | 89   | 57   | 56   | 61   |

## Экономика
В 2007 году среди 28 человек в трудоспособном возрасте (15—64 лет) 21 была экономически активными, 7 — неактивными (показатель активности — 75,0 %, в 1999 году было 35,3 %). Из 21 активных работали 19 человек (14 мужчин и 5 женщин), безработных было 2 (1 мужчина и 1 женщина). Среди 7 неактивных 3 человека были учениками или студентами, 0 — пенсионерами, 4 были неактивными по другим причинам.